# The Quest for Atlantis
The Quest for Atlantis is een videospel voor de platforms Commodore 64 en Commodore 128. Het spel werd uitgebracht in 1998. 